# Siikainen
Siikainen (Zweeds: Siikais) is een gemeente in de Finse provincie West-Finland en in de Finse regio Satakunta. De gemeente heeft een landoppervlakte van 463,3 km² en telt 1.308 inwoners (2022).